# Pikun
Pikun (ukr. Пікун) – szczyt górski w Gorganach położony na terenie ukraińskiego obwodu iwanofrankiwskiego.

## Topografia
Pikun znajduje się we wschodniej części Gorganów. Stanowi północno-zachodnie zakończenie niedługiego, choć wybitnego pasma Doboszanki. Wznosi się na wysokość 1657 m (według innych danych 1651) przy wybitności wynoszącej zaledwie 31 m. Od południowego wschodu poprzedza go Wedmeżyk (Medweżyk, 1736 m), od którego oddzielony jest jedynie płytkimi przełączkami. W kierunku północno-zachodnim, oddzielony przełęczą o głębokości ponad 200 m, znajduje się szczyt Poleński (1693 m).
Północno-wschodnie zbocza odwadnia potok Sitny (dopływ Zielenicy), zaś południowo-zachodnie potok Ozirny (dopływ Doużyńca) – oba w zlewni Bystrzycy Nadwórniańskiej.
Wierzchołek porośnięty jest kosodrzewiną.

## Ochrona przyrody  i turystyka
Szczyt położony jest na terenie rezerwatu przyrody Gorgany. Współcześnie nie prowadzi przez niego żaden znakowany szlak turystyczny.

## Nazwa
Etymologia nazwy Pikun nie jest jasna. W przeszłości notowano ją także w wariancie Piekun (polski) lub Пєкун (ukraiński). Oronim ten należy prawdopodobnie łączyć z gwarowym wyrazem pospolitym пікун oznaczającym tyle co „naczynie do zapiekania” – z uwagi na podobieństwo kształtu góry do rzeczonego przedmiotu. Mniej przekonujące teorie wiążą nazwę szczytu z antroponimem Pikun albo określeniem пекун w znaczeniu „czart”. Przeniesienie akcentu z przyrostka -un na pierwszą (przedostatnią) sylabę przypisuje się wpływom języka polskiego.